# Bistum Orte

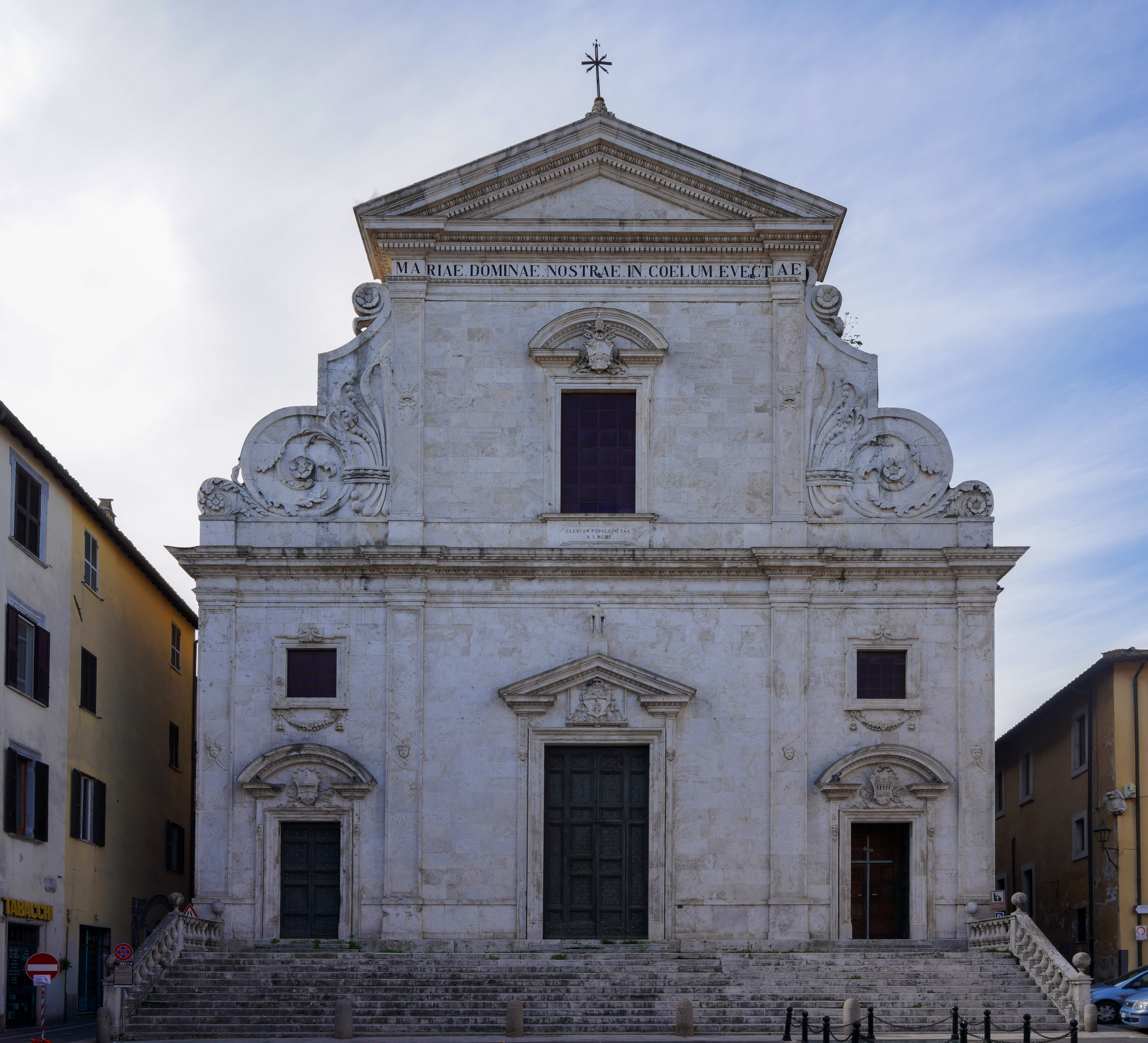

Das Bistum Orte ist ein ehemaliges römisch-katholisches Bistum in  der italienischen Region Latium.

## Beschreibung
Das Bistum umfasste die Gemeinden Orte, Vasanello, Bassano in Teverina, Soriano nel Cimino sowie den Weiler San Liberato in der Gemeinde Narni. Als Kathedrale diente die Kirche Santa Maria Assunta in Orte. Heute ist sie Konkathedrale des Bistum Civita Castellana.

## Geschichte
Über die Ursprünge des Bistums ist wenig bekannt. Einige vermuten eine Gründung in der Frühzeit des Christentums durch den Märtyrer St. Lanno.
Erster sicher überlieferter Bischof ist Giuliano, der an der Lateransynode im Jahr 649 unter Leitung von Papst Martin I. teilnahm. Bis ins 11. Jahrhundert sind die Bischöfe von Orte durch ihre Teilnahmen an den Synoden des jeweiligen Papstes in Rom bekannt.
Im 13. Jahrhundert war die Diözese von den Ketzereien der Pataria und der Fratizellen betroffen. Zur gleichen Zeit wurde aber auch ein Franziskanerkloster in Orte errichtet.
Am 5. Oktober 1437 wurde das Bistum Orte aufgrund geringer Einnahmen durch die Bulle Sacrosancta romana Ecclesia von Papst Eugen IV. mit dem Bistum Civita Castellana in persona episcopi vereinigt. Die Union trat am 15. Mai 1439 in Kraft, als Bischof Giovanni von Civita Castellana abgesetzt wurde. Valentiono, zuvor Bischof von Orte wurde dann auch Bischof von Civita Castellana. Am 20. Dezember 1805 wurde das Bistum Gallese durch die Bulle Romanorum Pontificum von Papst Pius VII. wiederhergestellt und die Stiftskirche Santa Maria Assunta in Gallese erhielt den Rang einer Kathedrale zurück. Es hatte aber jeweils einen gemeinsamen Bischof der den Titel von Civita Castellana, Orte und Gallese führte.
Am 11. Februar 1986 wurde das Bistum Orte zusammen mit den Bistümern Sutri, Nepi und Gallese aufgehoben und sein Gebiet dem Bistum Civita Castellana einverleibt. Gleichzeitig erhielt die ehemalige Kathedrale von Orte den Titel einer Konkathedrale des Bistums Civita Castellana.
Seit 16. Februar 1991 wurde es als Titularbistum Hortanum wiedererrichtet.

## Bischöfe
- San Lanno ? (3. /4. Jahrhundert)
- Giovanni Montano ? (erwähnt 330)
- San Cassiano ? (erwähnt 363)
- Leone (erwähnt 384)[3]
- Martiniano (o Marziano) ? (erwähnt 502)
- Ubaldo Prosenio ? (erwähnt 592)
- Blando ? (erwähnt 598)[4]
- Calunnioso ? (erwähnt 600)[4]
- Giuliano (erwähnt 649)
- Maurizio (erwähnt 743)
- Adamo (o Adone) (vor 761 – nach 769)[5]
- Stefano I (erwähnt 826)
- Arsenio (vor 855 – August 868)[2]
- Zaccaria (erwähnt 869)
- Stefano II (erwähnt 904)
- Pietro I (erwähnt 916)
- Anonimo (erwähnt 963)[6]
- Lamberto (erwähnt 1005)[7]
- Giovanni I (vor 1017 – nach 1026)[7][8]
- Landovino (erwähnt 1036)[7]
- Gregorio (erwähnt 1049)[9]
- Rodolfo (vor 1126 – nach 1149[10])
- Paolo I (vor 1168 – nach 1196)
- Paolo II (erwähnt 1200 circa)
- Giovanni II (vor 6. Oktober 1206 – nach 2. Oktober 1212)
- Guido (1221 – nach 1224)
- Trasimondo (vor 1239 – nach 1243)
- Giovanni III (erwähnt 1248)
- Pietro II, OFM (12. April 1255 – nach 1259)
- Corrado (19. Dezember1284 – ?)
- Bartolomeo (26. Januar 1296–1298)
- Lorenzo da Velletri, OFM (3. Oktober 1298–1333 o 1334)
- Nicolò Zabereschi (1. März 1339[11] – 1362)
- Giovanni IV (25. Juli 1363 – ?)
- Pietro III (erwähnt 1365)
- Giovanni Cappucci[12], OP (1366–1393)
- Paolo Alberti, OFM. (12. November 1395[13] – 13. Mai 1420 ernannt zum Bischof von Ajaccio)
- Sante (17. Juni[14] 1420 – 19. März 1432 ernannt zum Bischof von Civita Castellana)[15]
- Valentino (19. März 1432 – 15. Mai 1439 ernannt zum Bischof von Civita Castellana e Orte)
  - Vereinigt mit dem Bistum Civita Castellana (1439–1805)
  - Vereinigt mit den Bistümern Civita Castellana und Gallese (1805–1986)